# Gribousine
Gribousine is een Belgisch bier van hoge gisting.
Het bier wordt gebrouwen voor Brasserie de Malonne in Brasserie la Binchoise te Binche.

## Varianten
- Blonde, goudblond bier met een alcoholpercentage van 8,5%
- Brune, bruin bier met een alcoholpercentage van 8%
- Hiver, amberkleurig winterbier met een alcoholpercentage van 8,5%